# Alap Atadei
Alap Atadei is een bestuurslaag in het regentschap Lembata van de provincie Oost-Nusa Tenggara, Indonesië. Alap Atadei telt 390 inwoners (volkstelling 2010).